# Ашманов и партнёры
«Ашманов и партнёры» («АиП», A&P) — российская компания, специализирующаяся в области информационных технологий, интернет-маркетинга. Создана в 2001 году. Основатель и глава компании — Игорь Ашманов.

## История
Компания «Ашманов и партнёры» была основана в июле 2001 года вскоре после того, как Игорь Ашманов оставил пост исполнительного директора «Рамблера» из-за разногласий с собственниками ресурса касательно развития флагманского портала Rambler.ru. Вскоре к нему присоединились бывшие коллеги и подчинённые — разработчики и руководители проектов «Рамблера», которые вошли в проект в качестве партнёров.

### Украина
В августе 2010 года «Ашманов и партнёры» и киевская инвестиционная группа «Интернет Инвест» учредили совместную компанию «Ашманов и партнёры Украина», которому российская компания предоставила наработки в сфере поисковой оптимизации, управления рекламой и брендинга. 
В марте 2014 года после начала конфликта на Донбассе компания сменила название на «Ольшанский и партнёры» (по фамилии владельца «Интернет-инвеста» Александра Ольшанского), чтобы избежать ассоциаций с Ашмановым — сооснователем российской националистической партии «Партии Великое Отечество», который активно поддержал военные действия в интересах России.

## Направления
Основные направления работы «Ашманова и партнёров» — комплексный интернет-маркетинг, разработка технологий и сервисов, организация профильных мероприятий и образовательные проекты. С 2014 года работает «Академия интернет-маркетинга». Совместно с партнёрами компания проводит профильные мероприятия по цифровому маркетингу в различных отраслях под брендом eTarget. Компания — постоянный участник РИФ+КИБ и «Недели российского интернета» (RIW).

### Антиспам
В 2002 году «Ашманов и партнёры» представили антиспам-технологию «Спамтест», работа которой была основана на круглосуточном анализе массивов спам-рассылок и обновление алгоритмических баз в режиме реального времени. На 2005 год «Спамтест» использовали сервисы Mail.Ru, РБК и РТКОММ, система защищала около 30 млн почтовых ящиков, проверяя 40—60 млн сообщений в день. Летом 2005 года «Спамтест» выкупила «Лаборатория Касперского», которая на тот момент несколько лет была реселлером «Спамтеста» в России и на иностранных рынках

### Поисковая оптимизация
Исторически «Ашманов и партнёры» были одним из заметных участников российского рынка поисковой оптимизации. В 2007 году компания запустила сервис оценки работы поисковых систем AnalyzeThis, который оценивал поисковики по набору параметров, включая качество тематического поиска и уязвимость для недобросовестных методов поискового продвижения. 
«Ашманов и партнёры» организуют конференции «Поисковая оптимизация и продвижение сайтов» и «Управление аудиторией и реклама в интернете», издаёт книги по интернет-маркетингу, проводит обучение по профильным специальностям, выпускает экспертную рассылку «Продвижение сайта. Профессиональные совет экспертов». В 2006 году вышла книга Игоря Ашманова и Андрея Иванова о поисковой оптимизации «Продвижение сайта в поисковых системах».

### Контекстная реклама
В 2004 году «Ашманов и партнёры» и ФИНАМ на паритетных началах учредили компанию «Поисковые технологии», которая разрабатывала инструменты веб-поиска. В рамках совместной компании был запущен сервис персонализированного поиска, разрабатывался поисковик по каталогам товаров «Аппликата», запустился поисковый движок с ручной настройкой Flexum. В феврале 2013 года ФИНАМ обменял принадлежавшие ему 30% в «Ашманов и партнёры» на долю последнего в «Поисковых технологиях».
В 2009 году «Ашманов и партнеры» и агентство IMHO VI запустили сервис «Блондинка.ру», автоматизирующий подбор поисковых запросов, размещение и отслеживание контекстной рекламы в «Яндекс.Директе», «Бегуне» и Google AdWords. В 2010 году Ашманов продал свою 47-процентную долю основателю IMHO VI Арсену Ревазову. Ашманов инвестировал в разработчика технологии поиска по магазинам приложений Osmino, который в 2014 голду был интегрирован в «Поиск Mail.Ru».

### Робототехника

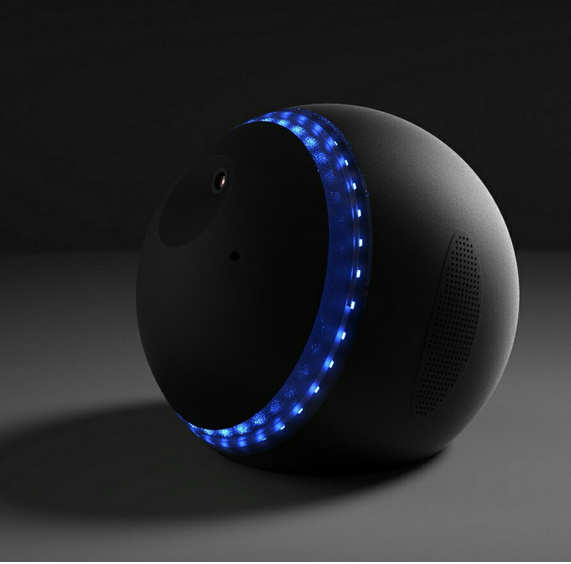
Робот «Лекси» (2015)

В 2005 году это направление выделилось в отдельную компанию «Наносемантика», совладельцами которой являются «АиП» и компания Натальи Касперской InfoWatch. В 2009 году был запущен сайт «А-я-яй» (iii.ru), где пользователи могут сами создавать виртуальных собеседников, интеллектуальных помощников-консультантов. К 2013 году посетители iii.ru создали там более 2 млн инфов, компания вышла на прибыльность в сегменте B2B. Вложения в «Наносемантику» совокупно составили более $2 млн.
В 2012 году стартовал проект созданной группой студентов МГТУ имени Н. Э. Баумана компании «Викрон» — робот удалённого присутствия Webot. По форме он напоминает бритвенный станок высотой 1,5 м, передвигающийся на колёсах со скоростью пешехода, в подвижной «голове» которого находятся веб-камера и монитор. Управлять машиной можно удалённо, из любой точки мира. Фактически это аватар хозяина, не имеющего возможности личного присутствия в заданном месте. Начальные вложения в проект составили около $500 тыс..
С 2014 года та же команда, получившая известность благодаря Webot, развивает при партнёрстве «Наносемантики» и другой проект — робота «Лекси», настольного виртуального собеседника. Лекси способен воспринимать человеческую речь и беседовать с хозяином, имитируя эмоции. Кроме того, он «прошит» базовыми навыками компьютера и развитого интернет-портала — это новости, погода, дорожные пробки, калькулятор, будильник, напоминания о наступающих событиях, информационные справки, интеграция с соцсетями, способность к чтению текстов вслух, взаимодействие с домашники электроприборами и др. В дальнейшем планируется интеграция роботов Webot и Лекси.

### Крибрум
В 2010 году основана компания «Крибрум» (лат. решето), специализирующаяся на мониторинге и лингвистическом анализе блогов и соцсетей и выстраивании на этой основе системы управления репутацией персон, брендов и корпораций, а также предотвращения репутационных угроз, утечек данных и угроз безопасности, исходящих от персонала соответствующих компаний-клиентов. Совладельцы проекта — «АиП» и InfoWatch. Игорь Ашманов в 2014 году признавал:

Продвижением сайтов я лично не занимаюсь уже лет восемь… То, чем я сейчас непосредственно занимаюсь, — это анализ социальных сетей, управление репутацией.

Основными заказчиками как правило выступают большие российские и зарубежные компании с широко известными собственными брендами и миллионами потенциальных клиентов, поскольку их «видимость» в соцсетях составляет не меньше нескольких сотен сообщений в день — и этот поток сложно обрабатывать вручную. Система «Крибрум» способна обрабатывать контент на русском, английском и арабском языках, а также настраивается на специфику конкретной отрасли. Мониторинг своего бренда или продукта с её помощью в 2013 году обходился заказчику в ₽50—200 тыс. в месяц.
Дочерние компании «Крибрума» — «Диктум» (с 2011 года, технологии машинного синтаксиса) и «Информатик», выкупленная в 2010 году компания-разработчик системы проверки правописания ОРФО, интегрированной, в частности, в русскую версию Microsoft Office. Созданием этого продукта в 1991—1995 годах руководил Игорь Ашманов.
В марте 2016 года было анонсировано создание системы мониторинга и противодействия информационным атакам федерального российского уровня, разработчиком которой станет новая совместная компания «АиП» и InfoWatch, резидент особой экономической зоны «Иннополис» в Татарстане. В августе того же года «Крибрум» получил значимые инвестиции от фонда Минкомсвязи России «Росинфокоминвест» и Infowatch.

## Экспансия

### Вьетнам
В 2011 году «Ашманов и партнёры» запустили для вьетнамского рынка поисковую систему Wada! с собственным сервисом карт, новостным агрегатором, поисковым расширением, мобильным браузером, магазином приложений и платформой контекстной рекламы. Начальные вложения составили $10,3 млн, соинвесторами выступили холдинги ФИНАМ и «Кусто» (Казахстан). На 2014 год месячная аудитория ресурса составляла 1,6 млн человек (Alexa).

## Компания

### Показатели
По данным журнала «Секрет фирмы», на конец 2000-х компания входила в первую шестёрку рынка поисковой оптимизации и обслуживала более тысячи клиентов, а по собственной информации занимала 5—10% российского рынка интернет-маркетинга. В 2015 году, по данным рейтинга веб-студий Factus, формируемого по сведениям из налоговых деклараций, оборот компании составил более ₽300 млн без НДС.

### Владельцы
Компания была зарегистрирована в 2001 году как закрытое акционерное общество (ЗАО). В 2015 году «АиП» была реорганизована в общество с ограниченной ответственностью (ООО). Основным владельцем компании является её основатель и управляющий партнёр — Игорь Ашманов. Ранее в 2004—2013 годах владельцем 30% «Ашманов и Партнёры» был инвестиционный холдинг ФИНАМ.

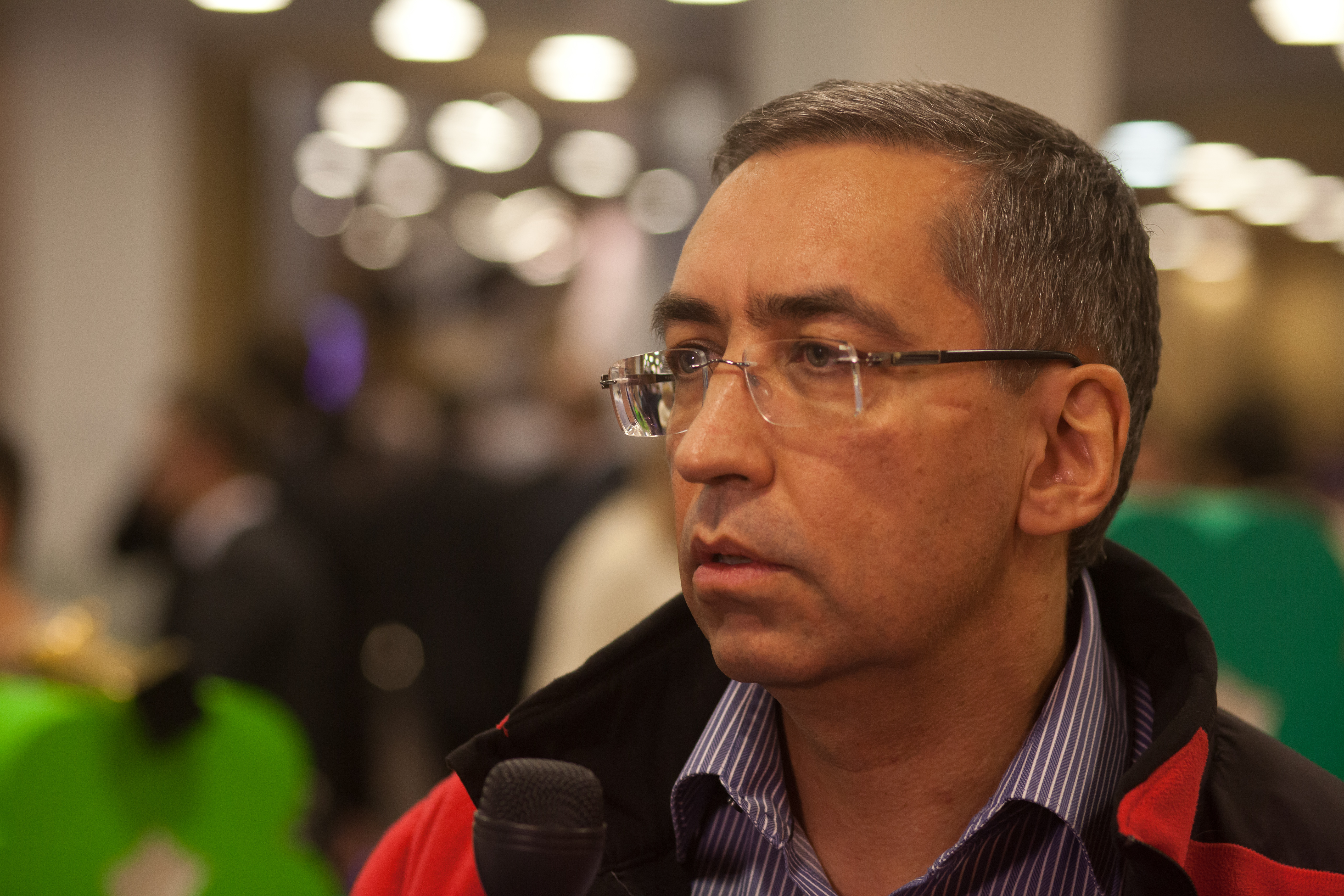
Игорь Ашманов на церемонии вручения «Премии Рунета» (2013)

## Дочерние компании
«Ашманов и партнёры» развивает ряд дочерних компаний, приобретённых или основанных самостоятельно. По состоянию на первую половину 2016 года, в анкете Ашманова на ФРИ были выборочно указаны следующие дочерние компании «АиП»:
- «Наносемантика» (с 2005 года) — разработка виртуальных собеседников для блогов, сайтов, телефонов, бытовой техники[48]. Лауреат премии РОТОР 2009 года в 4 номинациях за сервис «А-я-яй.ру»[49]; в 2015 году вошла в список «50 лучших стартапов России» по версии RBTH[50].
  - «Викрон» (с 2012 года) — разработка роботов удалённого присутствия[51];
  - «Лекси» (с 2014 года) — разработка настольного виртуального собеседника[31];
- «Крибрум» (с 2010 года) — система мониторинга блогов и соцсетей и управления репутацией брендов, компаний и персон[33];
  - «Информатик» (с 2010 года) — разработка системы проверки правописания и стиля для русского языка ОРФО[52];
- Osmino (с 2012 года) — создание приложений для поиска на мобильных устройствах[27];
- «Метахаус» (с 2010 года) — извлечение структурированных данных с сайтов (цены, расписания и др.)[53];
- Wada! (с 2011 года) — поисковый портал для Вьетнама;
- «Роем.ру» (с 2007 года) — интернет-СМИ о российском интернет-бизнесе[54];
- Firrma (с 2012 года) — интернет-СМИ для технологических предпринимателей и венчурных инвесторов[35]; в апреле 2018 года было объявлено об объединении редакций Роем.ру и Firrma, в результате чего главный редактор Firrma и вся редакция объявили об увольнении[55].

В 2007 году Игорь Ашманов констатировал:

Идей у нас — как у дурака махорки. Но реализовать их все, а тем более сделать прибыльными просто нереально. Главное искусство менеджера — искусство закрывать проекты, а в такой концентрированной интеллектуальной атмосфере они только открываются то и дело.

## Награды
Премии
- 2008 — РОТОР, номинация «Корпоративный сайт года»[57].
- 2009 — «Премия Рунета», номинация «Технологии и инновации»[58].
- 2013 — «Премия Рунета», номинация «Наука и образование»[59].
- 2015 — премия AdIndex Awards, номинация «Поисковая оптимизация/SEO»[60].
- 2017 — премия AdIndex Awards, номинация «Поисковая оптимизация/SEO»[61].
- Рейтинг «Медиалогия», топ-20 digital-агентств за 2020 год[62].
- 2021 — премия AdIndex Awards, номинация «Поисковая оптимизация/SEO»[63].

Рейтинги агентств поисковой оптимизации
- Рейтинг известности бренда SEO-компаний Рунета по версии SEONews: 1-е место (2009)[64]; 2-е место (2010)[65]; 1-е место (2011)[66]; 2-е место (2012)[67]; 3-е место (2013)[68]; 4-е место (2014)[69]; 4-е место (2015)[70].
- AdIndex: рейтинг уровня качества, сегмент "Поисковая оптимизация: 18-е место (2014)[71]; 1-е место (2015)[72].
- AdIndex: рейтинг уровня сотрудничества, сегмент «Поисковая оптимизация»: 1-е место (2013)[73]; 2-е место (2014)[74]; 4-е место (2015)[75].
- Рейтинг SEO-компаний по версии «Рейтинг Рунета»: 8-е место (2014)[76].
- Рейтинг SEO-компаний России по версии «Кто продвинул»: 19-е место (2009)[77]; 23-е место (2010)[78]; 32-е место (2011)[79]; 34-е место (2012)[80]; 49-е место (2013)[81]; 59-е место (2014)[82]; 69-е место (2015)[83].
- Рейтинг SEО-агентств России по версии Tagline: 4-е место (2014)[84].
- Единый рейтинг SEO-компаний по версии Ruward: 13-е место (2013)[85]; 8-е место (2014)[86]; 8-е место (2015)[87].

Рейтинги SMM-агентств
- Рейтинг SMM-агентств России по версии Tagline: 28-е место (2014)[88].
- Единый рейтинг SMM-агентств по версии Ruward: 47—50-е место (2015)[89].

Рейтинги агентств контекстной рекламы
- AdIndex: рейтинг уровня качества, сегмент «Контекстная реклама»: 25-е место (2014)[90].
- AdIndex: рейтинг уровня сотрудничества, сегмент «Контекстная реклама»: 6-е место (2013)[91]; 4-е место (2014)[92]; 9-е место (2015)[93].
- Рейтинг агентств контекстной рекламы по версии «Рейтинг Рунета»: 27-е место (2015)[94].
- Рейтинг агентств контекстной рекламы по версии «AdВсё»: 34-е место (2012)[95]; 37-е место (2013)[96]; 11-е место (2014)[97]; 12-е место (2015)[98].
- Единый рейтинг агентств контекстной рекламы по версии Ruward: 6-е место (2015)[99]; 7-е место (2016)[100].

Рейтинги рекламных и digital-агентств
- Рейтинг рекламных и digital агентств по версии АКАР: 29-е место (2010)[101].
- Рейтинг рекламных агентств России (РРАР), рубрика «Интернет-реклама»: 19-е место (2012)[102].
- Рейтинг digital-агентств России по версии Tagline: 100-е место (2012)[103]; 29-е место (2013)[104]; 26-е место (2014)[105]; 35-е место (2015)[106].
- Золотая сотня российского Digital по версии Ruward: 36-е место (2013)[107]; 8-е место (2014)[108]; 19-е место (2015)[109].
- Топ-100 наиболее быстро растущих digital-агентств/студий России по версии Ruward: 26-е место (2014)[110]; 81-е место (2015)[111].
- 99 лучших рекламных агентств России по версии White Square Journal: 35-е место (2015)[112].